# Helmut Berger (Bergingenieur)
Helmut Berger (* 8. Februar 1913 in Marienberg; † 5. September 2010 in Leipzig) war ein deutscher Bergingenieur und Hochschullehrer.

## Leben
Helmut Berger studierte nach dem Abitur an der Bergakademie Freiberg Bergbau. 1933 wurde er Mitglied des dortigen Corps Saxo-Borussia. 1938 schloss er das Studium als Dipl.-Ing. ab. Am Zweiten Weltkrieg nahm er als Soldat in Norwegen teil, wurde jedoch später zu Forschungsaufgaben bei der Osram AG freigestellt. Nachdem er 1945 in französische Kriegsgefangenschaft geraten war, konnte er aus Rennes nach Deutschland fliehen. Er war zunächst mehrere Jahre beim Zentralen Konstruktionsbüro der metallischen Industrie in Leipzig als Ingenieur tätig, zuletzt als Leiter des Bereiches Bergbauprojektierung. Als Parteiloser wurde er am 1. Juli 1954 zum Professor an die neu gegründete Hochschule für Bauwesen Leipzig berufen, wo er den Lehrstuhl für Bodenmechanik und Grundbau erhielt und das Institut für Grundbau und Baugrundmechanik leitete. 1978 wurde er emeritiert.
Seine Forschungsschwerpunkte waren Salzbergbau, Erdanker für Traglufthallen, Standsicherheit von Spülhalden und Tagebauböschungen, wärmetechnische Parameter und Vorgänge im Baugrund sowie Grenzflächenchemie und Mineralogie bindiger Böden. Er war Mitglied in nationalen und internationalen Fachgremien.
1951 erhielt er das Band des Corps Saxo-Montania zu Freiberg und Dresden in Aachen.

## Schriften
- Technische Gesteinskunde. In: Brockhaus-‐Taschenbuch der Geologie, 1961
- Influences of the Method of Measurement on the Validity of Statistical Fissure Analyses, 1966